# Karl von Lindhamer
Karl Lindhammer, seit 1889 Ritter von Lindhamer (* 19. August 1828 in München; † 21. Januar 1903 ebenda) war ein bayerischer Generalleutnant.

## Leben
Lindhamer stieg 1848 zum Leutnant der Infanterie in der Bayerischen Armee auf, diente dann viele Jahre im 2. Infanterie-Regiment, bis er 1859 zum Oberleutnant und 1866 zum Hauptmann befördert wurde. Als solcher kämpfte er im Krieg gegen Preußen und kam anschließend in den Generalquartiermeisterstab. Während des Deutsch-Französischen Krieges fand er Verwendung im Generalstab des II. Armee-Korps und erhielt für sein Wirken das Eiserne Kreuz II. Klasse.
Nach dem Krieg blieb er im Generalstab, wo er 1872 zum Major befördert wurde. Danach war Lindhamer Bataillonskommandeur im Infanterie-Leib-Regiment. Dort wurde er zum Oberstleutnant befördert und danach schon bald Chef des Generalstabs des II. Armee-Korps. Im Jahr 1878 wurde er zum Oberst befördert und 1881 als Kommandeur in das neuerrichtete 18. Infanterie-Regiment „Prinz Ludwig Ferdinand“ versetzt. 1883 erfolgte seine Beförderung zum Generalmajor und die Ernennung zum Kommandeur der 5. Infanterie-Brigade. Lindhamer wurde am 29. Dezember 1888 durch Prinzregent Luitpold von Bayern mit dem Ritterkreuz des Verdienstordens der Bayerischen Krone beliehen. Mit der Verleihung war die Erhebung in den persönlichen Adelsstand verbunden und er durfte sich nach der Eintragung in die Adelsmatrikel ab dem 14. Januar 1889 „Ritter von Lindhamer“ nennen. In Genehmigung seines Abschiedsgesuches wurde Lindhamer am 4. März 1889 unter Verleihung des Charakters als Generalleutnant mit Pension zur Disposition gestellt.